# معماری آینده‌گرا

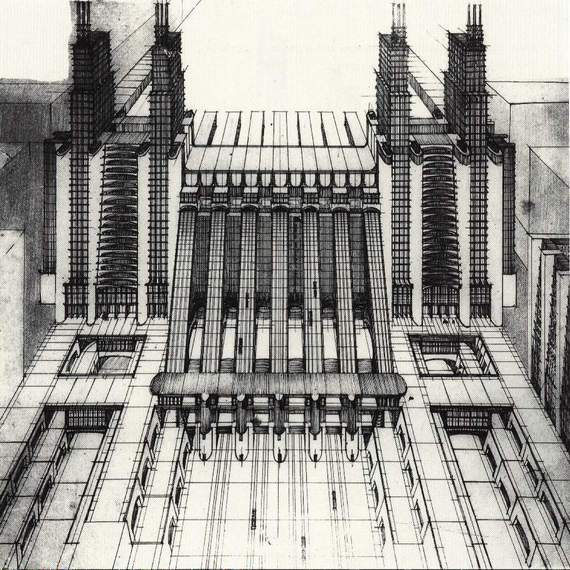
نقاشی پرسپکتیوی از «شهر جدید» اثر سنت‌الیا ۱۹۱۴.

معماری آینده‌گرا (به انگلیسی: Futurist architecture) سبکی از معماری است که از سال‌های ۱۹۱۶ تحولی بنیادین در شیوه‌های معماری نوگرایانه به وجود آورد.

## اهداف
یکی از اصول بنیادی این معماری نگاه به دغدغه‌های امروز بشر در زندگی شهری و طراحی متناسب با زندگی امروزی او است.

## شکل‌گیری

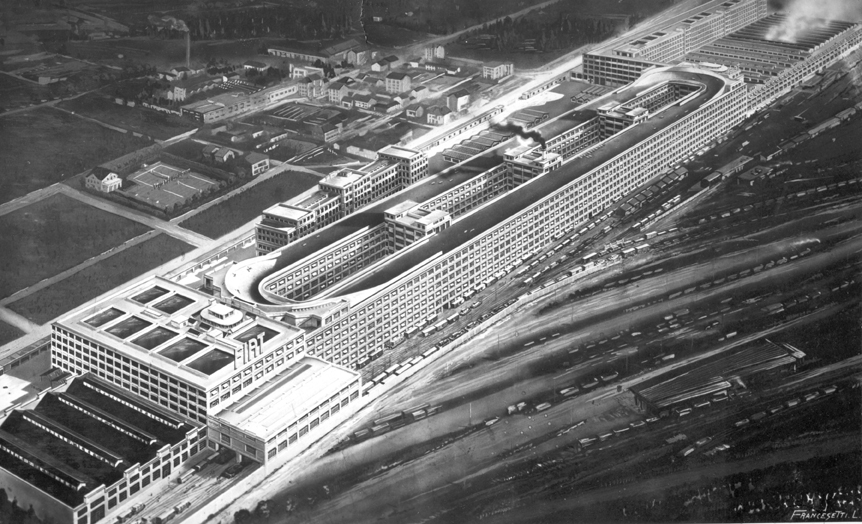
کارخانهٔ لینگوتو در تورین. در سال ۱۹۳۴ این ساختمان با آن مسیر آزمایشی روی سقفش به عنوان اولین اختراع آینده‌گرایانه در معماری شناخته شد.

آینده‌گرایی یا فتوریسم جنبشی هنری و ادبی است که در ابتدا توسط شاعر و نویسنده ایتالیایی، فیلیپو توماسو مارینتی در سال ۱۹۰۹ میلادی آغاز شد. او که در این رویه کمی تندرو محسوب می‌شد همواره به ستایش دنیای نوین، ماشین‌آلات نو، سرعت و خشونت می‌پرداخت. فتوریست‌ها معتقد بودند برای تجسم پویایی باید بر نور و حرکت تأکید بسیار کرد. آن‌ها از نخستین مدافعان مفهوم جدید فضاهای تصویری بودند. در سال ۱۹۱۴ این جنبش رسماً به حیطهٔ معماری وارد شد. آنتونیو سنت‌الیا هنرمند ایتالیایی از پیشروان این سبک، مقاله‌ای با عنوان «معماری آینده‌گرا» منتشر کرد و این اتفاق آغازی بود برای معماری آینده‌گرا.

## اصول
از اصول سبک این معماری می‌توان به طرد هنجارهای گذشته و استفاده از مصالح جدید و خطوط اریب و بیضوی و عدم استفاده از تزئینات اضافی و الهام از ماشین‌آلات و هماهنگی با محیط زیست اشاره کرد. برخورد معماران و هنرمندان این سبک با دنیای مدرن غنی‌کردن زیبای و عظمت آن به زیبایی سرعت است.
اصول فتوریست روی هنر نو و آوانگارد قرن بیستم تأثیر بسیاری داشت. این سبک نقطهٔ آغازی برای سبک ساخت‌گرایی در روسیه محسوب می‌شود. در کل می‌توان دو پایهٔ مهم و اساسی را برای این جنبش مدرن در نظر گرفت: یک، اعتقاد به فن‌آوری و علم و طراحی منطقی و دیگر اعتقاد به سبک رومانتیک و سرعت و هیاهوی مدرن ماشین‌ها. ساختمان‌های گروبیوس معروف را می‌توان نمونه‌ای بارز از این سبک به‌شمار آورد که تعبیرهای متفاوتی از تمدن شهری و فن‌آوری قرن بیستم را ارائه می‌دهند.
آنتونیو سنت‌الیا در پروژهٔ خود — «شهر جدید» (به ایتالیایی: La Citta Nuova) که مشتمل بر خانه‌های چندین‌طبقه و راه‌های زیرزمینی و هوایی در طبقات مختلف بود — کوشید اصول «حرکت» را به عنوان عامل هنری در طرح شهرهای معاصر معمول دارد. بعدها، در حدود سال ۱۹۶۰ بود که مسئلهٔ عبور و مرور در معماری اهمیت یافت و برای حل آن ناگزیر ساختن جاده‌ها و خیابان‌ها در طبقات مختلف پیشنهاد شد و اصول پروژهٔ سنت‌الیا و کارهای مجسمه‌مانند کازیمیر مالویچ جانی تازه گرفت.

## نگارخانه

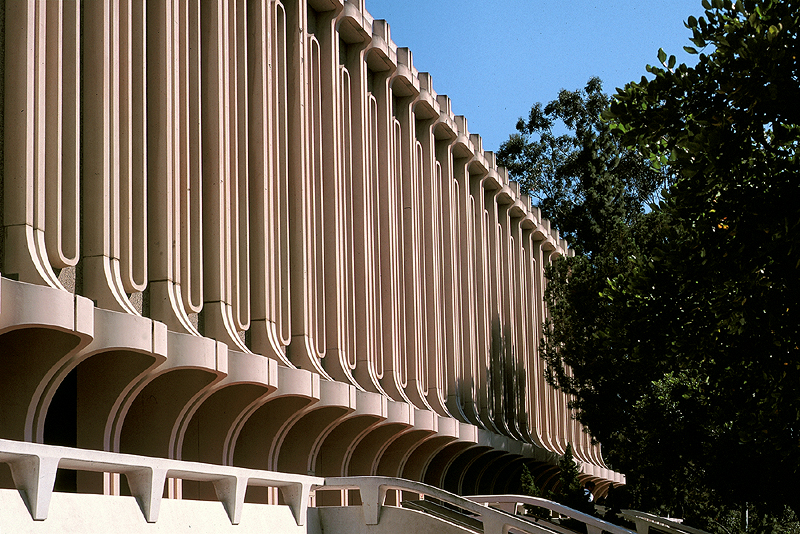
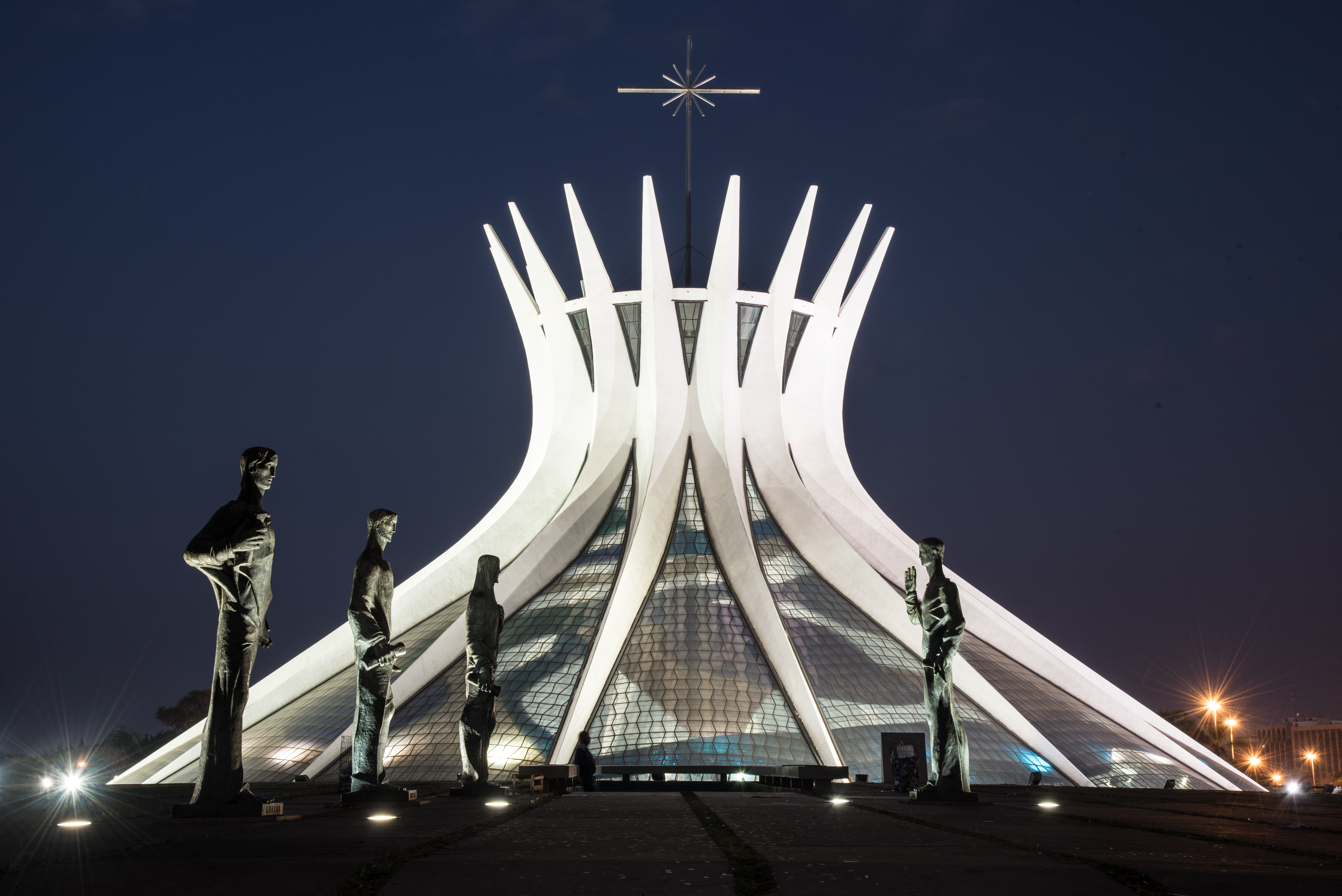
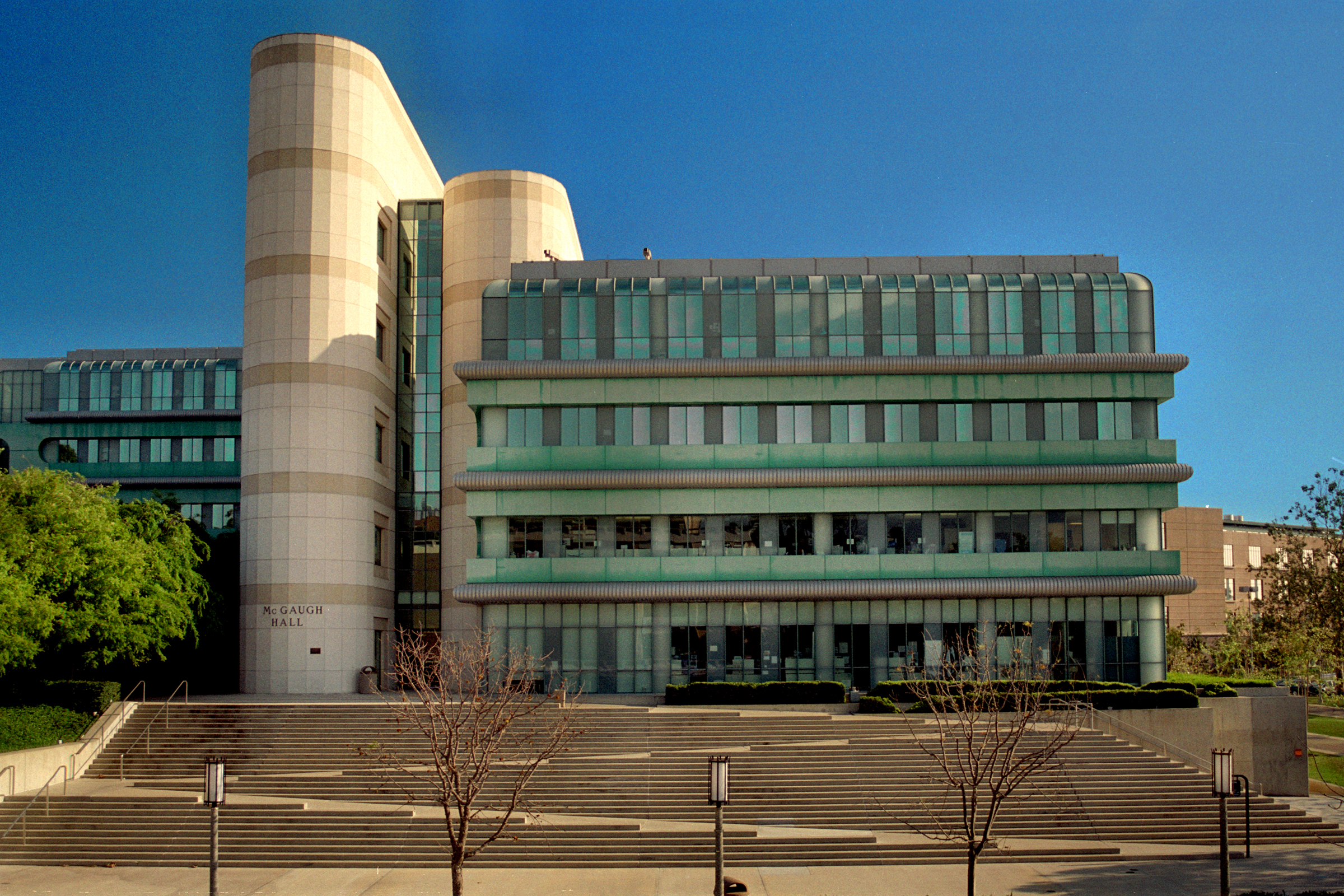

## پی‌نوشت
1. ↑  میرزاقلی، «نگاهی به سبک‌های جدید معماری»، گروه مجلات همشهری.
2. ↑  میرزاقلی، «نگاهی به سبک‌های جدید معماری»، گروه مجلات همشهری.
3. ↑  میرزاقلی، «نگاهی به سبک‌های جدید معماری»، گروه مجلات همشهری.
4. ↑  میرزاقلی، «نگاهی به سبک‌های جدید معماری»، گروه مجلات همشهری.
5. ↑  میرزاقلی، «نگاهی به سبک‌های جدید معماری»، گروه مجلات همشهری.
6. ↑  میرزاقلی، «نگاهی به سبک‌های جدید معماری»، گروه مجلات همشهری.